# Моравка (раса свиња)
Моравка припада раси свиња за месо и маст. Име је добила по реци Морави у чијој околини се највише гаји.

## Историјат
Средином 19. века почео је увоз енглеских раса свиња у Србију, а за Поморавље се убрзо показала као подесна раса беркшир. Моравка је првобитно настала несистематским укрштањем шумадинке са беркшир нерастима. Осим беркшира у формирању расе учествовали су мангулица и јоркшир.
Беркшир је увожен у Србију од 1853. године за топчидерску економију, Љубичево и Добричево. Нерасти беркшир расе и њихови потомци парени су са постојећим домаћим расама. Као резултат оваквог рада добијене су различите комбинације укрштањем. Током времена усталио се један тип црне боје, који је народ прихватио. Био је плоднији, брже је стасао и давао више меса од тадашње домаће свиње.
Моравка се на самом почетку гајила у долини Мораве, али се затим територија њеног гајења проширила на целу Србију, као главна раса ситног одгајивача. Временом продире на Космет и у Македонију, јер је подесна за оскудне прилике одгајивања. Полако Моравка, чији је центар одгајивања, а вероватно и стварања, била околина Свилајнца и читаво Поморавље, готово замењује мангулицу и постаје најраширенија раса свиња у Србији. Ова раса се може сматрати производом нешто поправљених пољопривредних прилика и повећаних потреба за нешто раностаснијом свињом. Настала је донекле и под утицајем иностраног тржишта које је тражило свињу са више меса, а мање масти од мангулице. Наиме, измењене прилике у најплоднијим деловима уже Србије, пределима у којима су нарочито товљене свиње за извоз на бечко и пештанско тржиште, довеле су до интензивније пољопривредне производње, повећања приноса са њива, а самим тим и до тражње раностасније расе свиња.

## Особине

### Екстеријер
Кожа ове свиње је пигментирана, црно-сивкаста и обрасла је црном ретком глатком чекињом која лепо полеже по телу.
Прасад се такође рађају са црном чекињом. Глава је дуга и уска са мало угнутим профилом. Уши су полуклопаве, често и клопаве. Врат је дугачак или средње дуг и узак. Труп је средње дуг и узан. Леђа су равна, сапи оборене, ноге ниске и танке, али правилно грађене. Добро користи храну која се састоји од кукуруза, паше, тикве и помија.

### Производне особине
Према стасању је средњостасна свиња. Меснатомасни је тип. Праси 7-8 прасади са варирањем од 5 до 12. Маса прасади је при рођењу је 1,25кг, маса одраслих крмача је 100-120кг, а нераста 120-180кг. Добро се тови и месо је доброг квалитета.

## Значај
Моравка је имала већи значај у прошлости, односно у време потражње меснатомасног типа свиње. Тада се највише гајила у околини реке Мораве, али и у осталим деловима Србије. Данас се њен број смањује, потискују је меснате расе, бар у житородним рејонима као и у близини већих кланица за прераду меса. Према прорачунима из 2009. год. бројне популације ових свиња креће се између 50 и 100 јединки и спада у ризично угрожене врсте.